# Isaiah Briscoe
Isaiah Jamal Briscoe (ur. 13 kwietnia 1996 w Union Township) – amerykański koszykarz, występujący na pozycji rozgrywającego.

## Kariera sportowa
W 2013 zajął czwarte miejsce w turnieju Nike Global Challenge.
W 2015 wystąpił w trzech meczach gwiazd amerykańskich szkół średnich – Nike Hoop Summit, Jordan Classic i McDonald’s All-American, został też zaliczony do I składu Parade i USA Today's All-USA All-American.
4 kwietnia 2019 został zwolniony przez Orlando Magic.
31 stycznia 2020 został zawodnikiem Kinga Szczecin.

## Osiągnięcia
Stan na 3 lipca 2020, na podstawie, o ile nie zaznaczono inaczej.
NCAA
- Uczestnik rozgrywek:
  - Elite 8 turnieju NCAA (2017)
  - turnieju NCAA (2016, 2017)
- Zawodnik tygodnia konferencji Southeastern (SEC – 2.01.2017)

Drużynowe
- Mistrz Estonii (2018)

Indywidualne
- Młody zawodnik roku ligi VTB (2018)
- MVP meczu gwiazd ligi łotewsko-estońskiej (2018)
- Zaliczony do I składu ligi estońskiej (2018)
- Uczestnik meczu gwiazd ligi łotewsko-estońskiej (2018)

Reprezentacja
- Mistrz:
  - świata U–19 (2015)
  - Ameryki U–18 (2014)